# Алекперов, Айдын
Айдын Алекперов (Алекберов) (азерб. Aydin Ələkbərov; 8 февраля 1966) — советский и азербайджанский футболист, защитник и полузащитник. Выступал за сборную Азербайджана.

## Биография
О выступлениях до 24-летнего возраста сведений нет[уточнить].
С 1990 года играл во второй низшей лиге СССР за клуб «Строитель» (Баку), до распада СССР успел сыграть 69 матчей. Продолжил играть за этот клуб, переименованный в «Иншаатчи», в первом независимом чемпионате Азербайджана. Стал обладателем Кубка Азербайджана 1992 года.
В начале 1993 года перешёл в бакинский «Нефтчи», где выступал следующие четыре с половиной года. За это время завоевал два чемпионских титула (1995/96, 1996/97), бронзовую медаль (1994/95) и два Кубка страны (1994/95, 1995/96). В 1997 году перешёл в бакинское «Динамо», провёл в команде два года и в сезоне 1997/98 стал серебряным призёром чемпионата. Завершил профессиональную карьеру в 33-летнем возрасте.
Всего в высшей лиге Азербайджана сыграл 158 матчей, забил 2 гола.
Участник дебютного матча национальной сборной Азербайджана, 17 сентября 1992 года против Грузии (3:6), вышел в стартовом составе и был заменён на 54-й минуте. Эта игра осталась для него единственной в составе сборной.